# 拉法耶蒂-科蒂纽
拉法耶蒂-科蒂纽（葡萄牙語：Lafaiete Coutinho）是巴西巴伊亚州的一个市镇。总面积352.658平方公里，总人口3597人，人口密度10.2人/平方公里。